# ساكوتارو هاجيوارا
ساكوتارو هاجيوارا (باليابانية: 萩原 朔太郎ف)، ‏(1 نوفمبر 1886 - 11 مايو 1942) كان كاتباً يابانياً يتبع نمط الشعر الحر، ونشط في فترة تايشو وفترة مبكرة من فترة شووا في اليابان. حرر الشعر الحر الياباني من قبضة القواعد التقليدية، ويعتبر «أب الشعر العامي الحديث في اليابان». وقال انه نشر العديد من المجلدات في المقالات والنقد الأدبي والثقافي، والأمثال على مدى حياته المهنية الطويلة. أسلوبه الفريد أعرب عن شكوكه حول الوجود، ومخاوفه، ملله، وغضبه من خلال استخدام الصور المظلمة وصياغة غير مبهمة.

## حياته
ولد هاجيوارا في مدينة مايه-باشي في اليابان، كإبن لصبيب بيطري ناجح. وكان مهتماً بالشعر وخاصة نوع شعر واكا في سن مبكرة من حياته. وبدأ في كتابة شعر كثير ضد رغبات والديه، بالاعتماد على إلهام أعمال أكيكو يوسانو. وخلال فترة المراهقة بدأ بمساهمة قصائده الواكا في المجلات الأدبية مثل شينسي، وميوجو وبينكو.
قامت والدته بشراء أول مندولين له في صيف 1903. بعد أن أمضى خمسة فصول دراسية غير مجدية كطالب في جامعتين وطنيتين. واستُبعِد من المدرسة خلال استقراره في مدينة أوكاياما ومدينة كوماموتو. في عام 1911 كان والده لا يزال يُحاول أن يحصل له على قبول في الكلية مرة أخرى، وبدأ دراسة المندولين في طوكيو، مع التفكير في أن يصبح موسيقياً محترفاً. أسس في وقت لاحق أوركسترا المندولين في مسقط رأسه مايباشي. كان هاجيوارا منتقداً في أسلوب حياته البوهيمية من قِبل زملاء طفولته، وذَكر ذلك في قصائده.

## روابط خارجية
- ساكوتارو هاجيوارا على موقع الموسوعة البريطانية (الإنجليزية)
- ساكوتارو هاجيوارا على موقع ميوزك برينز (الإنجليزية)
- ساكوتارو هاجيوارا على موقع ديسكوغز (الإنجليزية)